# Temporada 1992 del Campeonato Mundial de Rally
La temporada 1992 fue la edición 20º del Campeonato Mundial de Rally. Comenzó el 23 de enero con el Rally de Monte Carlo y finalizó el 25 de noviembre en el Rally de Gran Bretaña. El campeón fue Carlos Sainz, que obtenía su segundo título a bordo de un Toyota Celica Turbo 4WD. Lancia ganó su sexto título de marcas.
Max Mosley como nuevo presidente de la FIA introdujo ese año varias novedades en el campeonato mundial. Mantuvo las catorce pruebas del calendario pero limitó las participaciones de los pilotos a diez. De esas diez cada piloto debería restar el peor resultado para obtener su cómputo final. Esa situación produjo una paradoja: Didier Auriol que ese año batió el récord de victorias en un año, seis, solo pudo ser tercero, mientras que Sainz con solo cuatro se llevó el título, donde la regularidad fue la clave.
En los equipos oficiales hubo pocos cambios: Ford fichó a Massimo Biasion y mantuvo a François Delecour; Lancia siguió contando con Juha Kankkunen y Didier Auriol y fichó al italiano Andrea Aghini y al francés Philippe Bugalski; Toyota se reforzó con Markku Alén y Subaru contrató a Ari Vatanen y al joven Colin McRae.

## Desarrollo
La temporada comenzó con el Montecarlo donde debutó el nuevo Lancia Delta HF Integrale y el Toyota Celica GT4 con una nueva carrocería. El francés Auriol cometió un error de elección de neumáticos en el tramo de Sisteron perdiendo tres minutos, pero logró remontar, se puso en cabeza y terminó ganando, por delante de Sainz y Kankkunen. Los tres pilotos protagonistas del año anterior se volvieron a imponer sobre el resto de pilotos demostrando que otro año más serían los candidatos al título.
La segunda cita del calendario era el Rally de Suecia que no contó con la presencia de los equipos oficiales, donde ganó el piloto local Mats Jonsson con un Toyota Celica, seguido de un Colin McRae que finalizó a sólo 39 segundos con su Subaru Legacy.
El tercer rally se disputó en Portugal donde de nuevo se vivió un duelo entre los Toyota y los Lancia. Esta vez sin embargo los Celica no estuvieron a la altura que acusaron problemas de motor y suspensiones. Sainz se tuvo que conformar con un tercer puesto que incluso fue adelantado por el Ford Sierra de Biasion. Kankkunen ganó el rally mientras que su compañero tuvo que abandonar por un problema de motor cuando iba líder.
Tras Portugal se disputó el Rally Safari y Toyota esta vez sin Waldergard, puesto que había fichado por Lancia, venció gracias a un Sainz que dominó la prueba y venció por delante de los dos Lancia de Kankkunen y el argentina Recalde, que cedió su segundo puesto al finlandés y de esa manera empataba con Sainz con 47 puntos en la clasificación del mundial.

### Sainz líder
En Córcega los Lancia no fallaron, que coparon el primer y tercer puesto gracias a los franceses Auriol y Bugalski, con un Delecour en medio que nada pudo hacer con su Ford Sierra frente al Delta de Auriol. Por su parte los Toyota tuvieron problemas con los neumáticos Pirelli en el asfalto corso que se destrozaban a medio tramo por lo que Sainz y Schwarz finalizaron en cuarta y quinta posición. Con todo, Sainz se situó líder tras Córcega, ya que Kankkunen no había acudido a la cita y amplió su ventaja en diez puntos frente al finlandés. Auriol que se situaba tercero del mundial a 17 puntos del español se impuso en las siguientes cuatro rallyes donde participó y se situaría líder tras Australia con una ventaja de 16 puntos.
En Grecia, Auriol marcó un gran ritmo y venció dominando de principio a fin el rally, con un Kakkunen segundo y Biasion tercero con el Sierra. En la prueba destacó la actuación de McRae que finalizó cuarto y marcó once scratch con el Legacy. Los tres Toyota de Sainz, Alén y Schwarz quedaron fuera de carrera por accidente.
En Nueva Zelanda Sainz logró su segunda victoria del año, en una cita donde los únicos equipos oficiales presentes fueron Toyota y Subaru, este último con mal resultado ya que McRae y Vatanen abandonaron por problemas mecánicos. De esta manera el español se impuso logrando 25 scratch de 38 tramos disputados y se situó de nuevo líder del mundial.

### Auriol, el más rápido
El francés Auriol que había ganado tres rallies, se impuso en las siguientes tres carreras: Argentina, Finlandia y Australia, colocándose líder y batiendo el récord de pruebas ganadas en una temporada mundialista. En Argentina venció con un Sainz segundo, donde los Celica empezaron a funcionar sobre tierra; en Finlandia frente a un Kankkunen que lo presionó hasta el final, quedando a solo 40 segundos, y un Alén que logró su único podio en todo el año; y en Australia de nuevo por delante de Kankkunen y Sainz que lo acompañaron en el podio. Sin embargo la suerte del francés iba a cambiar en la recta final del campeonato. El francés lo tenía todo de cara para llevarse el título que se convirtió además en el primer piloto de Lancia en lo que restaba de temporada. A Auriol le bastaba con realizar buenas actuaciones en las tres carreras que quedaban por disputar puesto que a Costa de Marfil no acudieron los tres pilotos que se jugaban el título. Por su parte, Sainz no había acudido a Finlandia y tampoco lo haría a Costa de Marfil y San Remo, que se dedicó en la parte final del calendario a descansar y a evolucionar el Celica. Con el título de marcas decidido en Finlandia, lo único que faltaba ser saber quien de los tres primeros se llevaría el campeonato de pilotos.

### Recta final
En San Remo, sin los Toyota, Auriol rompió una rueda que lo dejó fuera de carrera muy pronto, se impusieron los Delta de Aghini, que lograba su primera y única victoria mundialista en su carrera, y Kankkunen, que finalizó por detrás del italiano a 40 segundos, que a pesar de ser superior en los tramos de tierra no pudo dar caza a su compañero de equipo.
Tras la prueba italiana se disputó el Costa de Marfil, donde ganó el japonés Kanjiro Shinozuka, que ya había vencido el año anterior con un Mitsubishi Galant. Las últimas dos citas eran el Catalunya y el RAC, y Sainz reapareció imponiéndose en las dos pruebas de asfalto y coronándose campeón del mundo por segunda vez. En España, prueba que solo puntuaba para el certamen de pilotos, Sainz se impuso en los tramos de asfalto con un Celica muy mejorado y aguantó a sus rivales en los tramos de tierra. Kankkunen finalizó segundo a solo 36 segundos del español y Auriol se salió de la carretera por una avería en la dirección que lo mandó a una zanja que los espectadores tardaron media hora en sacar. A pesar de la remontada posterior solo pudo finalizar décimo, situación que lo colocaba tercero en la general del mundial.

### Sainz, bicampeón
En el Rally de Gran Bretaña se decidió el título. A ella acudieron Sainz con 124 puntos, Kankkunen con 122 y Auriol con 121. La diferencia entre los tres era, por tanto, mínima y el que quedara por delante de los otros dos se coronaría campeón. El que mejor se mostró fue el español, que se impuso frente a un Auriol que de nuevo lo acompañó la mala suerte al tener problemas mecánicos con el Delta y un Kankkunen que no pasó de la tercera plaza, por detrás de su compatriota Vatanen que finalizó segundo con Subaru Legacy.

## Calendario
| Ronda | Fecha                               | Rally                    |
| ----- | ----------------------------------- | ------------------------ |
| 1     | 23 de enero - 29 de enero           | Rally de Montecarlo      |
| 2     | 13 de febrero - 16 de febrero       | Rally de Suecia          |
| 3     | 3 de marzo - 7 de marzo             | Rally de Portugal        |
| 4     | 27 de marzo - 1 de abril            | Rally Safari             |
| 5     | 3 de mayo - 6 de mayo               | Rally de Córcega         |
| 6     | 31 de mayo - 3 de junio             | Rally Acrópolis          |
| 7     | 25 junio - 28 de junio              | Rally de Nueva Zelanda   |
| 8     | 22 de julio - 25 de julio           | Rally de Argentina       |
| 9     | 27 de agosto - 30 de agosto         | Rally de Finlandia       |
| 10    | 19 de septiembre - 22 de septiembre | Rally de Australia       |
| 11    | 12 de octubre - 14 de octubre       | Rally de San Remo        |
| 12    | 31 de octubre - 2 de noviembre      | Rally de Costa de Marfil |
| 13    | 9 de noviembre - 11 de noviembre    | Rally Cataluña           |
| 14    | 22 de noviembre - 25 de noviembre   | Rally de Gran Bretaña    |

## Equipos
| Equipo                     | Constructor | Vehículo                        | Piloto            | Copiloto            |
| -------------------------- | ----------- | ------------------------------- | ----------------- | ------------------- |
| Martini Lancia             | Lancia      | Lancia Delta HF Integrale       | Juha Kankkunen    | Juha Piironen       |
| Martini Lancia             | Lancia      | Lancia Delta HF Integrale       | Didier Auriol     | Bernard Occelli     |
| Martini Lancia             | Lancia      | Lancia Delta HF Integrale       | Andrea Aghini     | Sauro Farnocchia    |
| Martini Lancia             | Lancia      | Lancia Delta HF Integrale       | Philippe Bugalski | Denis Giraudet      |
| Martini Lancia             | Lancia      | Lancia Delta HF Integrale       | Jorge Recalde     | Martin Christie     |
| Toyota Team Europe         | Toyota      | Toyota Celica Turbo 4WD (ST185) | Carlos Sainz      | Luis Rodríguez Moya |
| Toyota Team Europe         | Toyota      | Toyota Celica Turbo 4WD (ST185) | Armin Schwarz     | Arne Hertz          |
| Toyota Team Europe         | Toyota      | Toyota Celica Turbo 4WD (ST185) | Markku Alen       | Ilkka Kivimäki      |
| Ford Motor Company         | Ford        | Ford Sierra Cosworth 4x4        | Francois Delecour | Daniel Grataloup    |
| Ford Motor Company         | Ford        | Ford Sierra Cosworth 4x4        | Massimo Biasion   | Tiziano Siviero     |
| Mitsubishi Ralliart Europe | Mitsubishi  | Mitsubishi Galant VR-4          | Kenneth Eriksson  | Staffan Parmander   |
| Mitsubishi Ralliart Europe | Mitsubishi  | Mitsubishi Galant VR-4          | Timo Salonen      | Voitto Silander     |
| Nissan Motorsports Europe  | Nissan      | Nissan Sunny GTI-R              | Francois Chatriot | Michel Perin        |
| Nissan Motorsports Europe  | Nissan      | Nissan Sunny GTI-R              | Tommi Makinen     | Seppo Harjanne      |
| Nissan Motorsports Europe  | Nissan      | Nissan Sunny GTI-R              | Stig Blomqvist    | Benny Melander      |
| Subaru Rally Team Europe   | Subaru      | Subaru Legacy 555               | Colin McRae       | Derek Ringer        |
| Subaru Rally Team Europe   | Subaru      | Subaru Legacy 555               | Ari Vatanen       | Bruno Berglund      |

## Resultados

### Campeonato de Pilotos
| Pos. | Piloto                  | MON | SWE | POR | SAF | COR | GRC | NVZ | ARG | FIN | AUS | SRM | CMA | ESP | GBR | Puntos |
| ---- | ----------------------- | --- | --- | --- | --- | --- | --- | --- | --- | --- | --- | --- | --- | --- | --- | ------ |
| 1    | Carlos Sainz            | 2   |     | 3   | 1   | 4   | Ret | 1   | 2   |     | 3   |     |     | 1   | 1   | 144    |
| 2    | Juha Kankkunen          | 3   |     | 1   | 2   |     | 2   |     |     | 2   | 2   | 2   |     | 2   | 3   | 134    |
| 3    | Didier Auriol           | 1   |     | Ret |     | 1   | 1   |     | 1   | 1   | 1   | Ret |     | 10  | Ret | 121    |
| 4    | Massimo Biasion         | 8   |     | 2   |     | 7   | 3   |     |     | 5   |     | 4   |     |     | 5   | 60     |
| 5    | Markku Alen             | Ret | 4   | 4   | 5   |     | Ret |     |     | 3   |     |     |     |     | 4   | 50     |
| 6    | Francois Delecour       | 4   |     | Ret |     | 2   | 5   |     |     | Ret |     | 3   |     | Ret |     | 45     |
| 7    | Andrea Aghini           |     |     | Ret |     | 6   |     |     |     |     |     | 1   |     | 3   | 10  | 39     |
| 8    | Colin McRae             |     | 2   |     |     |     | 4   | Ret |     | 8   |     |     |     |     | 6   | 34     |
| 9    | Alessandro Fiorio       |     |     |     |     |     | 7   |     | 4   |     |     | 5   |     | 4   |     | 32     |
| 10   | Jorge Recalde           |     |     |     | 3   |     | 6   |     | Ret |     | 4   |     |     |     |     | 28     |
| 11   | Ari Vatanen             |     | Ret |     |     |     | Ret | Ret |     | 4   | Ret |     |     |     | 2   | 25     |
| 12   | Piero Liatti            |     |     |     |     | 8   |     | 2   |     |     |     | 7   |     |     |     | 22     |
| 12   | Philippe Bugalski       | 5   |     |     |     | 3   |     |     |     | 9   |     |     |     |     |     | 22     |
| 14   | Kenjiro Shinozuka       |     |     |     | 10  |     |     |     |     |     |     |     | 1   |     |     | 21     |
| 15   | Mats Jonsson            |     | 1   |     |     |     |     |     |     |     |     |     |     |     | ?   | 20     |
| 15   | Ross Dunkerton          |     |     |     |     |     |     | 3   |     |     | 5   |     |     |     |     | 20     |
| 17   | Bruno Thiry             |     |     |     |     | Ret |     |     |     |     |     | 9   | 2   |     |     | 17     |
| 18   | Gustavo Trelles         |     |     |     |     |     |     |     | 3   |     |     |     |     | 7   |     | 16     |
| 18   | Armin Schwarz           | Ret |     | Ret |     | 5   | Ret |     |     |     |     |     |     | 5   |     | 16     |
| 20   | Timo Salonen            | 6   |     | 5   |     |     |     |     |     |     |     |     |     |     |     | 14     |
| 21   | Stig Blomqvist          |     | 3   |     |     |     |     |     |     | Ret |     |     |     |     | Ret | 12     |
| 21   | Patrice Servant         |     |     |     |     |     |     |     |     |     |     |     | 3   |     |     | 12     |
| 21   | Hiroshi Nishiyama       |     |     |     |     |     |     |     | 9   |     |     |     | 4   |     |     | 12     |
| 21   | Ed Ordynski             |     |     |     |     |     |     | 5   |     |     | 7   |     |     |     |     | 12     |
| 25   | Mikael Ericsson         |     |     |     | 4   |     |     |     |     |     |     |     |     |     |     | 10     |
| 25   | Mikael Sundström        |     | Ret | ?   |     |     |     | 4   |     | Ret |     |     |     |     |     | 10     |
| 25   | François Chatriot       | 7   |     | 6   |     |     |     |     |     |     |     |     |     |     |     | 10     |
| 28   | Lasse Lampi             |     | 8   |     |     |     |     |     |     | 6   |     |     |     |     | 11  | 9      |
| 29   | Rudi Stohl              |     |     |     |     |     |     |     | 5   |     |     |     |     |     |     | 8      |
| 29   | Leif Asterhag           |     | 5   |     |     |     |     |     |     |     |     |     |     |     |     | 8      |
| 29   | Samir Assef             |     |     |     |     |     |     |     |     |     |     |     | 5   |     |     | 8      |
| 29   | Per Eklund              |     | 6   |     | 9   |     |     |     |     |     |     |     |     |     | 12  | 8      |
| 29   | Carlos Menem, Jr.       |     |     | 9   |     | Ret |     | Ret | 6   |     | Ret |     |     | Ret | ?   | 8      |
| 34   | Ian Duncan              |     |     |     | 6   |     |     |     |     |     |     |     |     |     |     | 6      |
| 34   | Yoshio Fujimoto         |     |     |     |     |     |     | 6   |     |     | Ret |     |     |     |     | 6      |
| 34   | Peter 'Possum' Bourne   |     |     |     |     |     |     | Ret |     |     | 6   |     |     |     |     | 6      |
| 34   | Gilberto Pianezzola     |     |     | ?   |     | Ret |     |     |     |     |     | 6   |     |     |     | 6      |
| 34   | Alain Oudit             |     |     |     |     |     |     |     |     |     |     |     | 6   |     |     | 6      |
| 34   | Jesús Puras             |     |     |     |     |     |     |     |     |     |     |     |     | 6   |     | 6      |
| 40   | Tommi Mäkinen           | 9   |     | Ret |     |     |     |     |     | Ret |     |     |     |     | 8   | 5      |
| 41   | Björn Johansson         |     | 7   |     |     |     |     |     |     |     |     |     |     |     |     | 4      |
| 41   | Mía Bardolet            |     |     | 7   |     |     |     |     |     |     |     |     |     | Ret |     | 4      |
| 41   | Sarbi Rai               |     |     |     | 7   |     |     |     |     |     |     |     |     |     |     | 4      |
| 41   | Will Orr                |     |     |     |     |     |     | 7   |     |     |     |     |     |     |     | 4      |
| 41   | Gabriel Raies           |     |     |     |     |     |     |     | 7   |     |     |     |     |     |     | 4      |
| 41   | Sebastian Lindholm      |     | Ret |     |     |     |     |     |     | 7   |     |     |     |     |     | 4      |
| 41   | Manfred Stohl           |     |     |     | Ret |     |     |     |     |     |     |     | 7   |     |     | 4      |
| 41   | Kenneth Eriksson        | Ret |     | Ret |     |     | Ret |     |     |     |     |     |     |     | 7   | 4      |
| 49   | Joaquim Santos          |     |     | 8   |     |     |     |     |     |     |     |     |     |     |     | 3      |
| 49   | Patrick Njiru           |     |     |     | 8   |     |     |     |     |     |     |     |     |     |     | 3      |
| 49   | 'Jigger' Vardinoyiannis |     |     |     |     |     | 8   |     |     |     |     |     |     |     |     | 3      |
| 49   | Seiichiro Taguchi       |     |     |     |     |     |     | 8   |     |     |     |     |     |     |     | 3      |
| 49   | Miguel Torrás           |     |     |     |     |     |     |     | 8   |     |     |     |     |     |     | 3      |
| 49   | Tolley Challis          |     |     |     |     |     |     |     |     |     | 8   |     |     |     |     | 3      |
| 49   | Pierre-Cesar Baroni     |     |     |     |     |     |     |     |     |     |     | 8   |     |     |     | 3      |
| 49   | Denis Occelli           |     |     |     |     |     |     |     |     |     |     |     | 8   |     |     | 3      |
| 49   | Pedro Diego             |     |     |     |     |     |     |     |     |     |     |     |     | 8   |     | 3      |
| 58   | Grégoire De Mévius      |     |     | 13  |     |     | 9   |     | ?   | 13  |     |     | Ret |     | 15  | 2      |
| 58   | Sören Nilsson           |     | 9   |     |     |     |     |     |     |     |     |     |     |     |     | 2      |
| 58   | Jean Ragnotti           |     |     |     |     | 9   |     |     |     |     |     |     |     |     |     | 2      |
| 58   | Barry Sexton            |     |     |     |     |     |     | 9   |     |     |     |     |     |     |     | 2      |
| 58   | Kiyoshi Inoue           |     |     |     |     |     |     |     |     |     | 9   |     |     |     |     | 2      |
| 58   | Jean-Claude Dupuis      |     |     |     |     |     |     |     |     |     |     |     | 9   |     |     | 2      |
| 58   | Mohammed bin Sulayem    |     |     | 20  |     |     |     | Ret |     |     |     | Ret |     | 9   |     | 2      |
| 58   | Malcolm Wilson          |     |     |     |     |     |     |     |     |     |     |     |     |     | 9   | 2      |
| 58   | Jarmo Kytölehto         |     | 10  |     |     |     |     |     |     | 10  | Ret |     |     |     | Ret | 2      |
| 58   | Craig Stallard          |     |     |     |     |     |     | 10  |     |     | 10  |     |     |     |     | 2      |
| 68   | Fernando Capdevila      |     |     | 15  |     | Ret | 10  |     | Ret |     |     |     |     | 17  | Ret | 1      |
| 68   | Christophe Spiliotis    | 10  |     |     |     |     |     |     |     |     |     |     |     |     |     | 1      |
| 68   | José Miguel             |     |     | 10  |     |     |     |     |     |     |     |     |     |     |     | 1      |
| 68   | Alain Oreille           |     |     |     |     | 10  |     |     |     |     |     |     |     |     |     | 1      |
| 68   | Walter d'Agostini       |     |     |     |     |     |     |     | 10  |     |     |     |     |     |     | 1      |
| 68   | Giovanni Manfrinato     | Ret |     |     |     | 19  |     |     |     | Ret |     | 10  |     |     |     | 1      |
| 68   | Guy Colsoul             |     |     |     |     |     |     |     |     |     |     |     | 10  |     |     | 1      |

| Color     | Resultado                                              |
| Oro       | Ganador                                                |
| Plata     | 2ª plaza                                               |
| Bronce    | 3ª plaza                                               |
| Verde     | Finalizó (diez primeros)                               |
| Azul      | Finalizó                                               |
| Violeta   | No terminó (Ret)                                       |
| Negro     | Descalificado (DES)                                    |
| Blanco    | No empezó (DNS)                                        |
| Blanco    | Excluido (EX)                                          |
| Blanco    | Lesionado (LES)                                        |
| Sin color | No participó                                           |
| x1        | Puntos extra                                           |
| (x)       | Entre paréntesis, puntos no computables para el total. |

### Campeonato de Constructores
| Pos. | Piloto     | MON | SWE | POR | SAF | COR | GRC | NVZ | ARG | FIN | AUS | SRM | CMA | ESP | GBR | Puntos |
| ---- | ---------- | --- | --- | --- | --- | --- | --- | --- | --- | --- | --- | --- | --- | --- | --- | ------ |
| 1    | Lancia     | 20  |     | 20  |     | 20  | 20  |     | 20  | 20  | 20  |     |     |     |     | 140    |
| 2    | Toyota     | 17  |     | 14  | 20  |     |     |     | 17  | 14  | 14  |     |     |     | 20  | 116    |
| 3    | Ford       | 12  |     | 17  |     | 17  | 14  |     |     | 10  |     | 14  |     |     | 10  | 94     |
| 4    | Subaru     |     |     |     | 11  |     | 12  |     |     | 12  | 8   |     |     |     | 17  | 60     |
| 5    | Mitsubishi | 8   |     | 10  | 2   |     |     |     |     | 8   | 10  |     |     |     | 6   | 44     |
| 6    | Nissan     | 6   |     | 8   |     |     | 10  |     | 9   |     |     |     |     |     | 4   | 37     |
| 7    | Audi       |     |     |     |     |     |     |     | 10  |     |     |     |     |     |     | 10     |
| 8    | Renault    |     |     |     |     | 2   |     |     | 7   |     |     |     |     |     |     | 9      |
| 9    | Opel       |     |     |     |     |     |     |     |     |     |     | 2   |     |     |     | 2      |

### Campeonato de Producción
| Pos. | Piloto             | Puntos |
| ---- | ------------------ | ------ |
| 1    | Gregoire de Mevius | 37     |
| 2    | Hiroshi Nishiyama  | 30     |
| 3    | Carlos Menem, Jr   | 26     |
| 4    | Jarmo Kytölehto    | 23     |
| 4    | Ed Ordynski        | 23     |
| 5    | Fernando Capdevila | 22     |

- Referencias[7]